# 宝塚市立宝梅中学校
宝塚市立宝梅中学校（たからづかしりつ ほうばいちゅうがっこう）は、兵庫県宝塚市宝梅3丁目にある公立中学校。
市内の校舎の中で最も古い校舎がある。

## 沿革
- 1961年（昭和36年）4月 - 宝塚市立宝塚第一中学校から分離開校する。
- 1976年（昭和51年）4月 - 校区編成変更により、宝塚市立高司中学校が分離開校する。
- 1989年（平成元年）4月 - 校区編成変更により、宝塚市立光ガ丘中学校が分離開校する。

## 校名の由来
校名の｢宝梅｣は、宝梅中学校の敷地内に｢宝塚｣の地名の由来になったとされている「宝の塚」がある事から、「宝の塚」の「宝」の一字を取り、現在宝梅中学校が所在している土地が元々梅園だったために「梅園」の「梅」の字と合わせて「宝梅」となった。

## 部活動

### 運動部
- 野球部
- サッカー部
- 女子ソフトテニス部
- バスケットボール部
- 陸上競技部

### 文化部
- 放送部
- 美術部
- 吹奏楽部
- 手づくり部

## 著名な出身者
- 仙頭武則（映画プロデューサー）
- 小西浩文（登山家）
- 井上聖也（サッカー選手）
- 英真なおき（宝塚歌劇団専科男役）

## 通学区域が隣接している学校
- 宝塚市立光ガ丘中学校
- 宝塚市立宝塚第一中学校
- 宝塚市立高司中学校
- 宝塚市立宝塚中学校
- 宝塚市立御殿山中学校